# Viaggio in Polonia
Viaggio in Polonia è un libro che narra di un viaggio attraverso la Polonia compiuto da Alfred Döblin nel 1924.

## Storia editoriale
Il libro è stato pubblicato in Italia nel 1994 da Bollati Boringhieri. Il libro, nato come inchiesta giornalistica commissionata dall'editore Fischer, è un resoconto, "secco, asciutto, incisivo e crudo nella sua esposizione", della vita degli ebrei polacchi (comunità alla quale Döblin apparteneva). Il libro ha una notevole importanza documentaria nel descrivere un mondo che, dopo la Shoah, "non esiste più"; un mondo che si fondava su un'idea di integrazione degli ebrei polacchi nella nazione germanica, ancora viva nel 1925 . Del libro è stata notata anche la scoperta (notevole in "un altro rivoluzionario delle tecniche espressive novecentesche") delle comunità chassidiche, luogo esemplare di "quell'unità vitale, quella pienezza umana continuamente perseguite nella sua ricerca".

## Edizioni
- Alfred Döblin, Viaggio in Polonia, traduzione di C. Vernaschi e H. Fischer, Bollati Boringhieri, 1994, ISBN 978-88-339-0877-9.